# Антарктическа мистерия
„Антарктическа мистерия“ (на френски: Le Sphinx des glaces), познат и като „Сфинксът на ледовете“ е приключенски роман в два тома на френския писател Жул Верн. Творбата е продължение на романа на Едгар Алън По „Историята на Артър Гордън Пим“. Историята се развива около пътешествията по море на младия Артър Пим на борда на кораба Халбрейн (Halbrane), започващи от остров Кергелен.
Нито По, нито Верн някога са посещавали този отдалечен остров в южната част на Индийския океан, но техните романи са от малкото литературни творби, говорещи за острова и архипелага около него.